# Highway Chaoten
Highway Chaoten (Originaltitel: Think Big) ist eine US-amerikanische Filmkomödie aus dem Jahr 1990 von Jon Turteltaub. In den Hauptrollen sind die Zwillinge David und Peter Paul zu sehen. Der Film hatte im März 1990 in den USA Premiere. In Deutschland startete der Film am 4. Juli 1991.

## Handlung
Holly Sherwood erfindet ein Gerät, mit dem sämtliche Stromquellen im Umkreis ausgeschaltet werden können. Ihr gieriger Boss Dr. Bruekner und dessen Buchhalter Roberts wollen das Gerät für viel Geld an Waffenhändler verkaufen. Holly ergreift die nächstbeste Möglichkeit zur Flucht. Sie lernt die Trucker Rafe und Victor kennen. Beide haben ebenfalls Probleme, denn Gweeny will ihren Truck beschlagnahmen, wenn sie die notwendige Kaution nicht aufbringen. Eine wilde Jagd durch die USA beginnt. Die drei haben jetzt nicht nur Gweeney, sondern auch den Schlägertrupp von Bruekner, in dem auch Roberts dabei ist, am Hals. Die Handlanger von Bruekner werden mit Hilfe von Hap, einem Freund der Trucker, in die Flucht geschlagen. Es kommt zum Showdown vor Hollys Haus, und Holly zerstört ihre Erfindung. Bruekner wird von den Waffenhändlern mitgenommen. Gweeny stiehlt den Truck von Viktor und Rafe, wird jedoch durch die beschädigten Fässer auf dem Truck radioaktiv verseucht. Es stellt sich heraus, dass einer der Trucker die Erfindung gegen eine einfache Fernbedienung ausgetauscht hat. So kann Holly doch noch Millionärin werden und den Truckern aus der finanziellen Krise helfen.

## Trivia
In Kurzauftritten sind Thomas Gottschalk, Michael Winslow (Police Academy), David Carradine (Ein Vogel auf dem Drahtseil) und Richard Kiel (James Bond 007 – Moonraker – Streng geheim) zu sehen. Darüber hinaus treten der Wrestler Tommy Lister Jr. sowie die Schauspieler Richard Moll und Martin Mull auf.

## Kritik
Der film-dienst bezeichnete den Film als „überdrehte Teenager-Klamotte, sehr laut und ohne Biß“. Die Filmwebseite kino.de sah „Kalauer und Klamauk, wohin das Auge reicht“. Der Film würde die „Witz-Schmerzgrenze so häufig“ überschreiten, dass „es fast schon wieder komisch“ sei. Im Fazit heißt es: „Ein Spaß, an dem einfachere Gemüter ihre Freude haben werden.“